# Θ函數
數學中，Θ函數是一種多複變特殊函數。其應用包括阿貝爾簇與模空間、二次形式、孤立子理論；其格拉斯曼代數推廣亦出現於量子場論，尤其於超弦與D-膜理論。

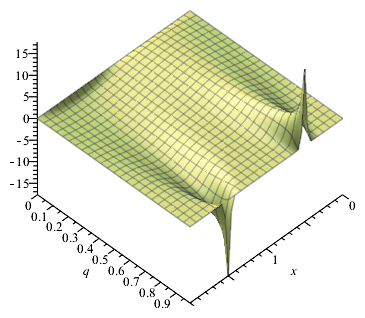
Jacobi theta 1

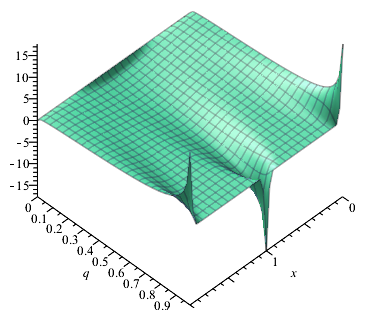
Jacobi theta 2

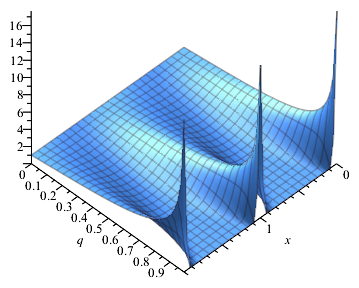
Jacobi theta 3

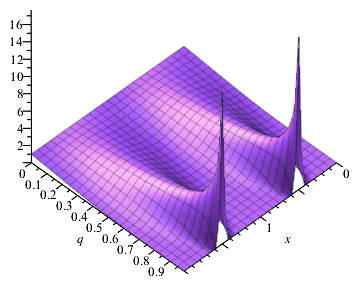
Jacobi theta 4

Θ函數最常見於椭圓函數理論。相對於其「z」 變量，Θ函數是拟周期函数（quasiperiodic function），具有「擬周期性」。在一般下降理論中，Θ函數是來自線叢條件。

## 雅可比Θ函數

雅可比Θ函數取二變量{\displaystyle z\,}與{\displaystyle \tau \,}，其中{\displaystyle z\,}為任何複數，而{\displaystyle \tau \,}為上半複平面上一點；此函數之定義為：
{\displaystyle \vartheta (z;\tau )=\sum _{n=-\infty }^{\infty }\ e^{(\pi in^{2}\tau +2\pi inz)}}。
若固定{\displaystyle \tau \,} ，則此成為一週期為{\displaystyle 1\,}的單變量{\displaystyle (z)\,}整函數的傅里葉級數：
{\displaystyle \vartheta (z+1;\tau )=\vartheta (z;\tau )} 。
在以 {\displaystyle \tau \,} 位移時，此函數符合：
{\displaystyle \vartheta (z+a+b\tau ;\tau )=\ e^{(-\pi ib^{2}\tau -2\pi ibz)}\vartheta (z;\tau )}；
其中 {\displaystyle a\,}與{\displaystyle b\,}為整數。

## 輔助函數
可定義輔助函數：
{\displaystyle \vartheta _{01}(z;\tau )=\vartheta (z+{\frac {1}{2}};\tau )}
{\displaystyle \vartheta _{10}(z;\tau )=e^{{\frac {\pi {\mathrm {i} }\tau }{4}}+\pi {\mathrm {i} }z}\vartheta (z+{\frac {\tau }{2}};\tau )}
{\displaystyle \vartheta _{11}(z;\tau )=e^{{\frac {\pi {\mathrm {i} }\tau }{4}}+\pi {\mathrm {i} }(z+{\frac {1}{2}})}\vartheta (z+{\frac {\tau +1}{2}};\tau ).}
其中符號依黎曼與芒福德之習慣；雅可比的原文用變量{\displaystyle q=e^{\pi {\mathrm {i} }\tau }\,}替換了{\displaystyle \tau \,}，而稱本条目中的Θ為{\displaystyle \theta _{3}\,}，{\displaystyle \vartheta _{01}}為{\displaystyle \theta _{0}\,}，{\displaystyle \vartheta _{10}}為{\displaystyle \theta _{2}\,}，{\displaystyle \vartheta _{11}}為{\displaystyle -\theta _{1}\,}。
若設{\displaystyle z=0\,}，則我们可從以上獲得四支單以{\displaystyle \tau \,}為變量之函數，其中{\displaystyle \tau \,}取值於上半複平面。此等函數人稱「Θ『常量』」（theta constant）；我们可以用Θ函數定義一系列模形式，或參數化某些曲線。由「雅可比 恆等式」可得：
{\displaystyle \vartheta (0;\tau )^{4}=\vartheta _{01}(0;\tau )^{4}+\vartheta _{10}(0;\tau )^{4}},
是為四次費馬曲線。

## 雅可比恆等式
雅可比恆等式描述模羣在Θ函數之作用；模羣之生成元為T: τ ↦ τ+1與S: τ ↦ -1/τ。我们已有 T 作用之式。設：
{\displaystyle \alpha =(-{\mathrm {i} }\tau )^{\frac {1}{2}}e^{{\pi {\mathrm {i} }z^{2}}{\tau }}\,}
則
{\displaystyle \vartheta ({\frac {z}{\tau }};-{\frac {1}{\tau }})=\alpha \vartheta (z;\tau )}
{\displaystyle \vartheta _{01}({\frac {z}{\tau }};-{\frac {1}{\tau }})=\alpha \vartheta _{10}(z;\tau )}
{\displaystyle \vartheta _{10}({\frac {z}{\tau }};-{\frac {1}{\tau }})=\alpha \vartheta _{01}(z;\tau )}
{\displaystyle \vartheta _{11}({\frac {z}{\tau }};-{\frac {1}{\tau }})=-\alpha \vartheta _{11}(z;\tau )}

## 以nome q表示Θ函數
我们可用變量{\displaystyle w\,}與{\displaystyle q\,}，代替{\displaystyle z\,}與{\displaystyle \tau \,}，來表示ϑ。設{\displaystyle w=e^{\pi {\mathrm {i} }z}\,}而{\displaystyle q=e^{\pi {\mathrm {i} }\tau }\,}。則ϑ可表示為：
{\displaystyle \vartheta (w;q)=\sum _{n=-\infty }^{\infty }w^{2n}q^{n^{2}}.}
而輔助Θ函數可表示為：
{\displaystyle \vartheta _{01}(w;q)=\sum _{n=-\infty }^{\infty }(-1)^{n}w^{2n}q^{n^{2}},}
{\displaystyle \vartheta _{10}(w;q)=q^{\frac {1}{4}}\sum _{n=-\infty }^{\infty }w^{2n+1}q^{n^{2}+n},}
{\displaystyle \vartheta _{11}(w;q)={\mathrm {i} }q^{\frac {1}{4}}\sum _{n=-\infty }^{\infty }(-1)^{n}w^{2n+1}q^{n^{2}+n}.}
此表示式不需要指數函數，所以適用於指數函數無每一處定義域，如p進數域。

## 乘積表示式
雅可比三重積恆等式（Jacobi's triple product identity）中指出：若有複數{\displaystyle w\,}和{\displaystyle q\,}，其中{\displaystyle |q|<1\,}而{\displaystyle w\neq 0\,}，則
{\displaystyle \prod _{m=1}^{\infty }\left(1-q^{2m}\right)\left(1+w^{2}q^{2m-1}\right)\left(1+w^{-2}q^{2m-1}\right)=\sum _{n=-\infty }^{\infty }w^{2n}q^{n^{2}}.}
此式可以用基本方法證明，如戈弗雷·哈罗德·哈代和爱德华·梅特兰·赖特共同编著的《数论导引》（英語：An Introduction to the Theory of Numbers）。
若用nome變量{\displaystyle q=e^{\pi i\tau }\,}與{\displaystyle w=e^{\pi iz}\,}表示，則有：
{\displaystyle \vartheta (z;\tau )=\sum _{n=-\infty }^{\infty }\exp(\pi i\tau n^{2})\exp(\pi iz2n)=\sum _{n=-\infty }^{\infty }w^{2n}q^{n^{2}}.}
由此得到Θ函數的積公式：
{\displaystyle \vartheta (z;\tau )=\prod _{m=1}^{\infty }\left(1-\exp(2m\pi i\tau )\right)\left(1+\exp((2m-1)\pi i\tau +2\pi iz)\right)\left(1+\exp((2m-1)\pi i\tau -2\pi iz)\right)}
三重積等式左邊可以擴展成：
{\displaystyle \prod _{m=1}^{\infty }\left(1-q^{2m}\right)\left(1+(w^{2}+w^{-2})q^{2m-1}+q^{4m-2}\right),}
即
{\displaystyle \vartheta (z|q)=\prod _{m=1}^{\infty }\left(1-q^{2m}\right)\left(1+2\cos(2\pi z)q^{2m-1}+q^{4m-2}\right)}。
这个式子在z取實值時尤為重要。
各輔助Θ函數亦有類似之積公式：
{\displaystyle \vartheta _{01}(z|q)=\prod _{m=1}^{\infty }\left(1-q^{2m}\right)\left(1-2\cos(2\pi z)q^{2m-1}+q^{4m-2}\right).}
{\displaystyle \vartheta _{10}(z|q)=2q^{1/4}\cos(\pi z)\prod _{m=1}^{\infty }\left(1-q^{2m}\right)\left(1+2\cos(2\pi z)q^{2m}+q^{4m}\right).}
{\displaystyle \vartheta _{11}(z|q)=-2q^{1/4}\sin(\pi z)\prod _{m=1}^{\infty }\left(1-q^{2m}\right)\left(1-2\cos(2\pi z)q^{2m}+q^{4m}\right).}

## 積分表示式
雅可比Θ函數可用積分表示，如下：
{\displaystyle \vartheta (z;\tau )=-i\int _{i-\infty }^{i+\infty }{e^{i\pi \tau u^{2}}\cos(2uz+\pi u) \over \sin(\pi u)}du}
{\displaystyle \vartheta _{01}(z;\tau )=-i\int _{i-\infty }^{i+\infty }{e^{i\pi \tau u^{2}}\cos(2uz) \over \sin(\pi u)}du.}
{\displaystyle \vartheta _{10}(z;\tau )=-ie^{iz+i\pi \tau /4}\int _{i-\infty }^{i+\infty }{e^{i\pi \tau u^{2}}\cos(2uz+\pi u+\pi \tau u) \over \sin(\pi u)}du}
{\displaystyle \vartheta _{11}(z;\tau )=e^{iz+i\pi \tau /4}\int _{i-\infty }^{i+\infty }{e^{i\pi \tau u^{2}}\cos(2uz+\pi \tau u) \over \sin(\pi u)}du}

## 與黎曼ζ函數的關係
黎曼常用關係式
{\displaystyle \vartheta (0;-{\frac {1}{\tau }})=(-i\tau )^{\frac {1}{2}}\vartheta (0;\tau )}
以證黎曼ζ函數之函數方程。他寫下等式：
{\displaystyle \Gamma \left({\frac {s}{2}}\right)\pi ^{-{\frac {s}{2}}}\zeta (s)={\frac {1}{2}}\int _{0}^{\infty }\left[\vartheta (0;it)-1\right]t^{\frac {s}{2}}{\frac {dt}{t}}} ；
而此積分於替換{\displaystyle s\to 1-s}下不變。 {\displaystyle z\,}非零時之積分，在赫尔维茨ζ函數一文有描述。

## 與基本椭圓函數之關係
雅可比用Θ函數來構造椭圓函數，並使其有易於計算之形式，因为Θ函數中快速收敛的级数往往比积分容易计算。他表示他的椭圓函數成兩枚上述Θ函數之商，这可参见雅可比椭圆函数的定义。魏爾施特拉斯橢圓函數亦可由雅可比Θ構造：
{\displaystyle \wp (z;\tau )=-(\log \vartheta _{11}(z;\tau ))''+c}
其中二次微分相對於z，而常數c使{\displaystyle \wp (z)}的罗朗級數（於 z = 0）常項為零，因为雅可比椭圆函数单位胞腔内两极点互为相反数，和为零，而魏爾施特拉斯橢圓函數的所有极点留数均为零，所以这是必要的。

## 與模形式之關係
設η為戴德金η函數。則
{\displaystyle \vartheta (0;\tau )={\frac {\eta ^{2}\left(\tau +{\frac {1}{2}}\right)}{\eta (2\tau +1)}}}.

## 解熱方程
雅可比Θ函數為一維熱方程、於時間為零時符合週期邊界條件之唯一解。 設z = x取實值，τ = it而t取正值。則有
{\displaystyle \vartheta (x,it)=1+2\sum _{n=1}^{\infty }\exp(-\pi n^{2}t)\cos(2\pi nx)}
此解此下方程：
{\displaystyle {\frac {\partial }{\partial t}}\vartheta (x,it)={\frac {1}{4\pi }}{\frac {\partial ^{2}}{\partial x^{2}}}\vartheta (x,it)}。
於t = 0時，Θ函數成為「狄拉克梳状函数」（Dirac comb）
{\displaystyle \lim _{t\rightarrow 0}\vartheta (x,it)=\sum _{n=-\infty }^{\infty }\delta (x-n)}，
其中δ為狄拉克δ函数，故可知此解是唯一的。
因此，一般解可得自t = 0時的（週期）邊界條件與Θ函數的卷積。

## 與海森堡羣之關係
雅可比Θ函在海森堡羣之一離散子羣作用下不變。見海森堡羣之Θ表示一文。

## 推廣
若F為一n元二次型，則有一關連的Θ函數
{\displaystyle \theta _{F}(z)=\sum _{m\in Z^{n}}\exp(2\pi izF(m))}
其中Zn為整數格。此Θ函數是模羣（或某適當子羣）上的權n/2 模形式。在其富理埃級數
{\displaystyle \theta _{F}(z)=\sum _{k=0}^{\infty }R_{F}(k)\exp(2\pi ikz)}
中，RF(k) 稱為此模形式之「表示數」（representation numbers）。

### 黎曼Θ函數
設
{\displaystyle \mathbb {H} _{n}=\{F\in M(n,\mathbb {C} )\;\mathrm {s.t.} \,F=F^{T}\;{\textrm {and}}\;{\mbox{Im}}F>0\}}
為一集對稱方矩陣，其虚部為正定，一般稱Hn為“西格尔上半平面”（Siegel upper half-plane），它是上半複平面的高維推廣。模羣之n維推廣為辛羣Sp(2n,Z)： 當n = 1 時， Sp(2,Z) = SL(2,Z)。同余子群（congruence subgroup）的n維推廣為態射核{\displaystyle {\textrm {Ker}}\{{\textrm {Sp}}(2n,\mathbb {Z} )\rightarrow {\textrm {Sp}}(2n,\mathbb {Z} /k\mathbb {Z} )\}}。
若設{\displaystyle \tau \in \mathbb {H} _{n}}，則可定義黎曼Θ函數：
{\displaystyle \theta (z,\tau )=\sum _{m\in Z^{n}}\exp \left(2\pi i\left({\frac {1}{2}}m^{T}\tau m+m^{T}z\right)\right)}；
{\displaystyle \theta (z,\tau )=\sum _{m\in Z^{n}}\exp \left(2\pi i\left({\frac {1}{2}}m^{T}\tau m+m^{T}z\right)\right)}；
其中{\displaystyle z\in \mathbb {C} ^{n}}為一n維複向量，上標T為轉置。然則雅可比Θ函數為其特例（設n = 1、 {\displaystyle \tau \in \mathbb {H} }；其中{\displaystyle \mathbb {H} }為上半平面）。
在{\displaystyle \mathbb {C} ^{n}\times \mathbb {H} _{n}.}的緊緻子集上，黎曼Θ函數絶對一致收歛。
函數方程為：
{\displaystyle \theta (z+a+\tau b,\tau )=\exp 2\pi i\left(-b^{T}z-{\frac {1}{2}}b^{T}\tau b\right)\theta (z,\tau )}；
此方程成立於
{\displaystyle a,b\in \mathbb {Z} ^{n}}, {\displaystyle z\in \mathbb {C} ^{n}} ， {\displaystyle \tau \in \mathbb {H} _{n}}。